# Гандельман, Павел Моисеевич
Па́вел Моисе́евич Гандельма́н (22 мая 1924, Ленинград — 14 августа 2012) — военный врач и поэт. Известен как автор текста песни «В кейптаунском порту».

## Биография
Родился 22 мая 1924 года в Ленинграде. Учился в 242-й ленинградской школе. В 1941 году поступил в Военно-морскую медицинскую академию (ВММА).
Участвовал в Великой Отечественной войне в звании сержанта. Курсанты академии участвовали в обороне Ленинграда, а в начале блокады были эвакуированы в Киров, перейдя пешком замёрзшую Ладогу в ночь на 28 ноября 1941 года. Из Кирова летом 1942 года 3-й курс попал на Сталинградский фронт. Из 205 курсантов с войны вернулись только половина. Гандельман был ранен, награждён медалью «За победу над Германией» (1945) и орденом Отечественной войны II степени (1985).
После войны окончил в 1948 году ВММА с отличием. Служил военным врачом на разных флотах и в военных округах, в 1970 году демобилизовался в звании подполковника. На 2012 год — полковник медицинской службы в отставке.
В 1970—1990 годах преподавал в Ленинградском педиатрическом медицинском институте. С 1990 года на пенсии.

## Творчество
Автор некоторого числа песен и на свои стихи, автор стихов.
В школьные годы вместе с Семёном Ботвинником, Анатолием Чепуровым, Надеждой Поляковой занимался в созданном под эгидой С. Я. Маршака Доме детской литературы на Исаакиевской площади, а позднее в Доме литературного воспитания школьников при Дворце пионеров.
В 1940 году (то есть ещё будучи школьником), услышав исполненную Леонидом Утёсовым песню «Моя красавица» (на мелодию «Бай мир бисту шейн» Шолома Секунды), решил сочинить к ней новые слова: «в их компании распевали подобные песни, и он с приятелем решил попробовать написать что-нибудь в этом роде. <…> Каждый куплет зачитывался в классе и принимался им». Название песне дали по названию барка «Жаннетта» (англ. «USS Jeannette») из популярной у школьников книги «Плавание „Жаннеты“» Джорджа Де-Лонга, вышедшей в переводе С. Е. Лиона в 1936 году в издательстве Главсевморпути.
Так проявилась песня «Жанетта», которая по мере распространения изменилась и стала известна под названием «В кейптаунском порту», сильно отличаясь от первого авторского варианта:

Бедная «Жанетта» подверглась такой радикальной обработке, что иногда ее трудно было узнать… Сюжетная канва, конечно, сохранялась, но за ее пределами у разных соавторов рождались вдохновенные фантазии. Скажем, наиболее привлекательной рекламой таверны Кэт оказалось то обстоятельство, что там «юбки узкие трещат по швам»; исход схватки в таверне живописался с точностью «до наоборот», и жертвами ее оказывались, как ни странно, французы, несмотря на двойное численное превосходство над англичанами; бедняга «Жанетта» пребывала в кейптаунском порту уже не «с какао на борту», а «с пробоиной в борту», что, впрочем, не изменило ее планов выйти на заре в океан к другому континенту…— Павел Моисеевич Гандельман
В 1994 году в Санкт-Петербурге вышла книга Павла Гандельмана и Александра Соколовского «Курсантская баллада» с фронтовыми стихами Сталинградского курса.
В 1998 году в Санкт-Петербурге к 50-летию X выпуска врачей Военно-морской медицинской академии вышел сборник П. Гандельмана «Вспомни» (стихи, песни, посвящения друзьям).